# Kendraad

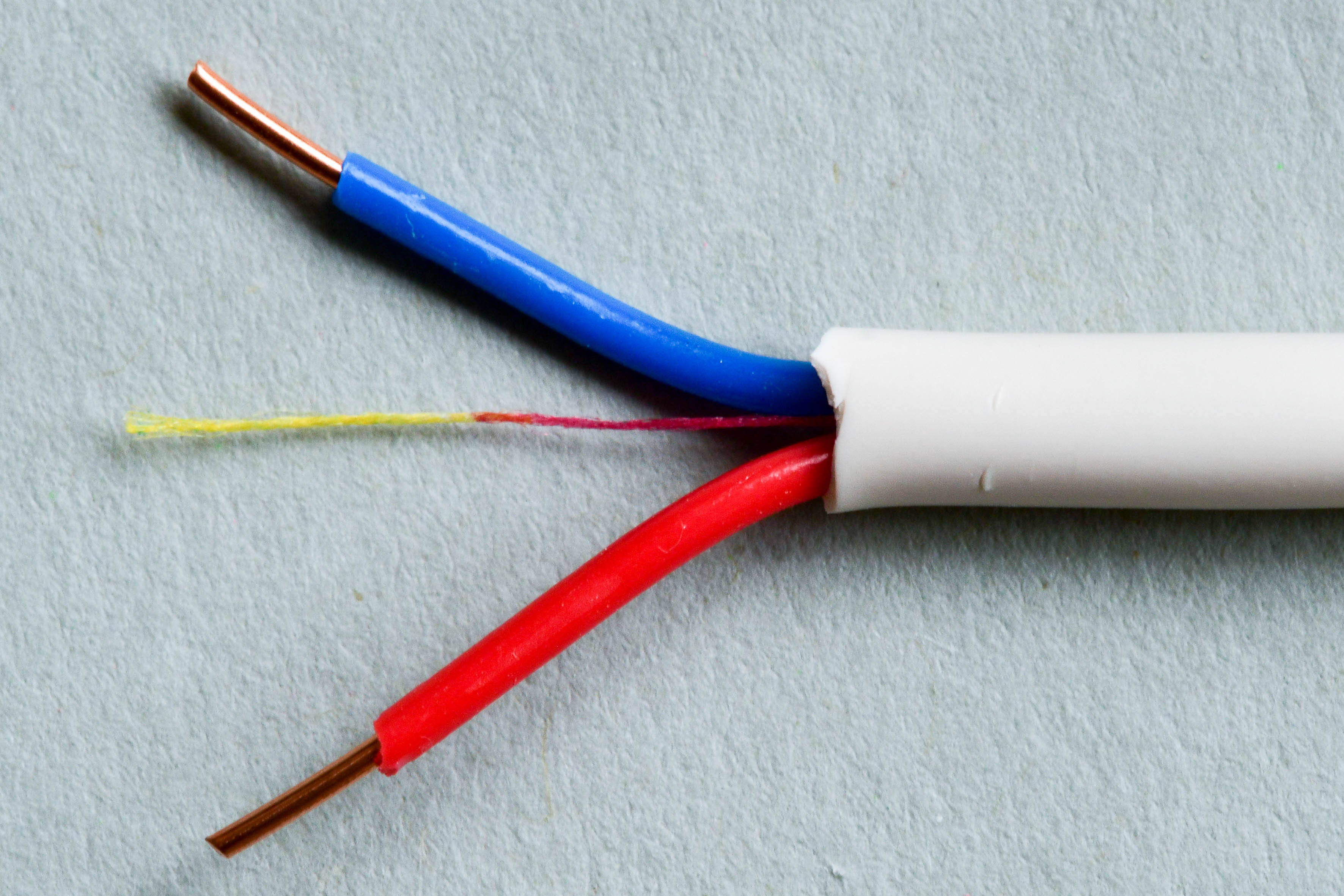
Gekleurde kendraad in een elektrische leiding

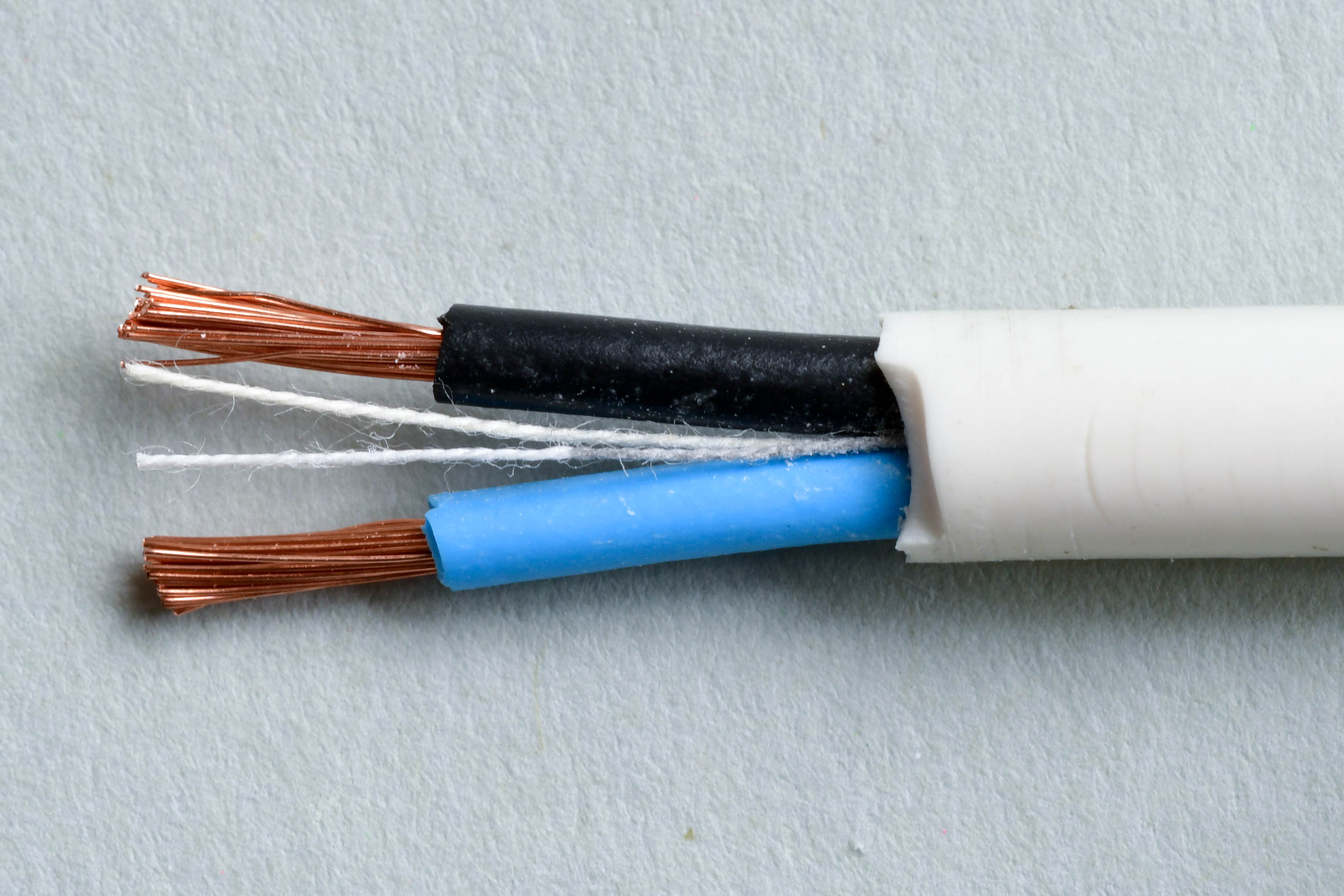
Keuringskendraad (CEBEC) in een snoer

Een kendraad is een katoenen draad die is aangebracht in leidingen, snoeren en kabels met rubber- of plasticisolatie.
Kendraad is in onbruik geraakt; tegenwoordig worden gegevens in leesbare tekst op de buitenmantel aangebracht.

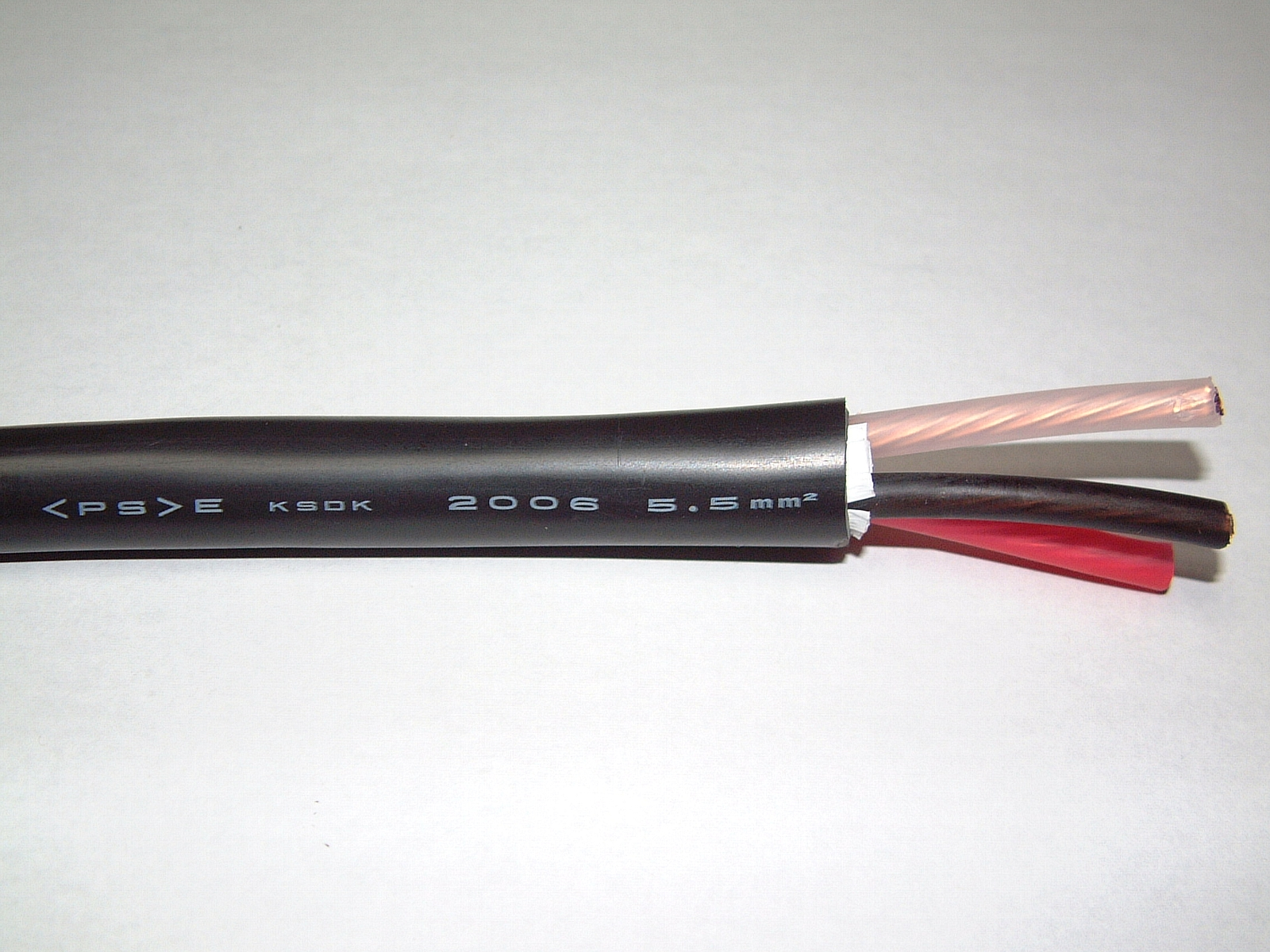
Leiding met opdruk, zonder kendraad

## Soorten kendraad
Merkdraad of onderscheidingsdraadduidt de fabrikant aan, bijvoorbeeld voor NKF de kleuren rood, wit en blauw; voor Draka rood en zwart.
Keuringskendraadduidt aan dat de leiding aan keuringseisen van een keuringsinstituut voldoet; in België twee witte draden (CEBEC), in Nederland drie draden (oranje, wit, lichtblauw, KEMA), in Duitsland zwart en rood (VDE), in Oostenrijk rood en wit (ÖVE).
Jaardraadduidt het jaar van fabricage aan.

## Overige
De draden komen niet alleen voor in elektriciteitsleidingen maar ook in communicatieleidingen, bijvoorbeeld in telefoonkabel: daarin kunnen om de stergroepen spiraalsgewijs verschillend gekleurde kendraden gewikkeld zijn.
Naast kendraden kunnen ook de volgende draden in een elektrische leiding zitten:
Trekdraadneemt trekbelasting op (bijvoorbeeld in een pendelsnoer waaraan een hanglamp hangt; de trekdraad, meestal staaldraad, draagt dan het gewicht van het armatuur zodat de stroomvoerende aders dat niet hoeven te dragen)
Scheurdraadis direct onder de mantel aangebracht, en dient om de mantel van de leiding in de lengterichting open te scheuren.